# Paco Azorín
Paco Azorín (Iecla, 2 de novembre de 1974) és un escenògraf, director d'escena i productor espanyol.
Format a l'Institut del Teatre de Barcelona (1992-1996). Ràpidament començà a treballar per alguns dels directors i coreògrafs més importants del país, com Carme Portaceli, Lluís Pasqual, Víctor Ullate, Helena Pimenta o Sergi Belbel. En els seus primers treballs ja va demostrar una gran capacitat per a captar el missatge de les obres, plasmant-ho en els escenaris, amb una gran economia de mitjans.
El 2003 fundà el Festival Shakespeare de Santa Susanna, únic festival de tot l'estat dedicat íntegrament a la figura del dramaturg anglès. Fou director de les quatre primeres edicions (2003-2006). Des de l'any 2007 col·labora impartint classe a l'Institut del Teatre de Barcelona, així com realitzant màsters a diversos països. També té una àmplia activitat com a director d'escena, tant d'espectacles de teatre com de lírica.
Des de 2002 ha produït més d'una desena d'espectacles teatrals, dels quals el més recent és JULI CÈSAR de William Shakespeare, en coproducció amb el Festival Internacional de Teatro Clásico de Mérida (2013), el Teatro Circo Murcia i Metaproducciones.

## Premis
- Premi Ceres 2013 a la millor escenografia per "El veneno del teatro" i "El lindo Don Diego"
- Premi diari 7 DIES al mèrit cultural
- Premi de l'associació de directors d'escena d'Espanya 2009 a la millor escenografia per “la casa de Bernarda Alba"
- Premi Butaca 2009 a la millor escenografia per “la casa de Bernarda Alba”
- Premi de la Generalitat Valenciana 2008 a la millor escenografia per Els embolics de Scapin
- Premi Públics de Tarragona 2006 a la millor escenografia per “el mètode Gronholm”
- Premi de la Generalitat Valenciana 2005 a la millor escenografia per “sopa de pollastre amb ordi”
- Premi Butaca 2004 per “Lear”
- Premi Crítica Serra d'Or de Teatre 2004 a l'aportació teatral més interessant

## Principals treballs d'òpera i sarsuela
- La Voix humaine, de Francis Poulenc. Teatros del Canal, 2014
- Tosca, de Giacomo Puccini. Gran Teatre del Liceu, Barcelona, 2014
- Suor Angelica, de Giacomo Puccini. Teatro Real, Madrid, 2012
- Manon Lescaut, de Giacomo Puccini. Opéra National de Lyon, Francia, 2010
- La viejecita - Château Margaux, de Manuel Fernández Caballero. Teatro Arriaga. Festival Grec 2009
- La calesera, de Francisco Alonso. Teatro de la Zarzuela. Madrid, 2009
- Con los pies en la luna, d'Antoni Parera Fons. Gran Teatre del Liceu. Teatro Real de Madrid. ABAO i Teatro de la Maestranza,2011
- Cien puñaos de rosas, a partir de Ruperto Chapí. Áreade las Artes del Ayuntamiento de Madrid, 2009
- Le nozze di figaro, de W.A. Mozart. Gran Teatre del Liceu. Barcelona, 2008. Welsh National Opera. Cardiff, 2009
- Plaza Mayor de Chueca, a partir de Federico Chueca. Área de las Artes del Ayuntamiento de Madrid, 2008
- Il prigioniero, de Luigi Dallapiccola. Opera National de París. Palais Garnier, 2008
- Cants d'amor, furor i llàgrimes, de Monteverdi. Palau de la Música Catalana durante el Festival Grec’08 Barcelona
- Gran Vía Esquina Alcalá, de Yolanda García Serrano. Área de las Artes del Ayuntamiento de Madrid, 2007
- La Gran Via, de Federico Chueca. Área de las Artes del Ayuntamiento de Madrid, 2006
- The Rape of Lucretia, de Benjamin Britten. Festival Shakespeare, Institut Valencià de la Música, 2004

## Principals treballs de teatre
- TV & Misèria de la II Transició, d'Albert Boronat. Direcció de Carme Portaceli. 2013 Grec Festival de Barcelona
- Juli Cèsar, de W. Shakespeare. Direcció de Paco Azorín. 59 Festival Internacional de Teatro Clásico de Mérida. 2013
- Els feréstecs, de Carlo Godoni. Direcció de Lluís Pasqual. Teatre Lliure. 2013
- La bona gent, de David Lindsay-Abaire. Direcció de Daniel Veronese. Teatre Goya. 2013
- Si, ministre, d'Antony Jay i Jonathan Lynn. Direcció d'Abel Folk. Teatre Condal. 2013
- El veneno del teatro, de Rodolf Sierera. Direcció de Mario Gas. Teatros del Canal. 2012
- El vídeo no el veu ningú, de Martin Crimp. Direcció de Carme Portaceli. Festival Grec - Centro Dramático Nacional. 2012
- Hamlet, de W. Shakespeare. Direcció de Will Keen. Teatro Español. 2012
- Mequinensa, de Marc Rosich, a partir de l0obra de Jesús Moncada. Direcció de Xicu Masó. Teatre Nacional de Catalunya. 2012
- Quitt, de Peter Handke. Direcció de Lluís Pasqual. Teatre Lliure, Centro Dramático Nacional. 2012
- Els baixos fons, de Màxim Gorki. Direcció de Carme Portaceli. Teatre Nacional de Catalunya. 2012
- Blackbird, de David Harrower. Direcció de Lluís Pasqual. Piccolo Teatro di Milano, 2011
- El cuento de invierno, de William Shakespeare. Direcció de Carme Portaceli. Teatre Romea. Barcelona,2011
- Celebración, de Harold Pinter. Direcció de Lluís Pasqual. Teatre Lliure. Festival Temporada Alta 2011
- Mi alma en otra parte, de José Manuel Mora. Direcció de Xicu Masó. Centro Dramático Nacional, 2011
- Münchhausen, de Lucía Vilanova. Direcció de Salvador Bolta. Centro Dramático Nacional, 2011
- Nuestra clase, de Tadeusz Slobodziadnek. Direcció de Carme Portaceli. Festival Barcelona Grec, 2011
- L'auca del senyor esteve, de Santiago Rusiñol. Direcció de Carme Portaceli. Teatre Nacional de Catalunya, 2011
- Prometeo, d'Esquil i versió de Heiner Müller. Direcció de Carme Portaceli. Teatre Grec. Teatro Romano de Mérida. Centro Dramático Nacional, 2010
- El mètode gronholm, de Jordi Galceran. Direcció de Sergi Belbel. Teatre Poliorama, Barcelona, 2010
- Ricardo II, de William Shakespeare. Direcció de Carme Portaceli. Factoria Escènica Internacional 2009
- Te doy mis ojos, de [Icíar Bollaín]. Direcció de Carme Portaceli Factoria Escènica Internacional-Teatro Nacional de Hanoi (Vietnam) Hanoi Opera House, 2009
- Enrique IV, de Luigi Pirandello. Direcció de José Sancho. Teatre Principal. Valencia, 2008
- Cet enfant, de Joel Ponmerat. Direcció d'Antonio Simón. Teatre Lliure. Festival Grec’08 Barcelona
- Els nois d'història, de Allan Benett. Direcció de Josep Maria Pou. Teatre Goya. Barcelona, 2008
- Móvil, de Sergi Belbel. Direcció de Lluís Pasqual. Teatre Lliure. Barcelona, 2007
- Hamlet-La tempestad, de William Shakespeare. Direcció de Lluís Pasqual. Teatro Arriaga, Teatro Español, Teatre Lliure, 2006
- Romance de lobos, de Valle Inclán. Direcció de Ángel Facio. Teatro Español. Madrid 2005.
- Dinamita, idea i Direcció del Tricicle. Teatre Victoria. Barcelona, 2004.
- Electra, de José Sanchis Sinisterra. Direcció d'Antonio Simón. Festival Grec i Festival de Mérida, 2003
- El sueño de una noche de verano, de William Shakespeare. Direcció d'Àngel Llàcer. Teatre Borrás. Barcelona 2002

## Principals treballs de dansa i musical
- Bolero, coreografia i direcció de Victor Ullate. Teatro Jovellanos, Gijón. 2013
- Nexos / Y / Jaleos, coreografia i direcció de Victor Ullate. Teatros del Canal. 2013
- La venus de Willendorf, de Iago Pericot. Coreografia de Jordi Cortés. Festival Grec Barcelona, 2010
- Wonderland, coreografias de Víctor Ullate i Eduardo Lao. Teatros del Canal, Festival de Peralada, 2010
- El arte de la danza, Direcció i coreografias de Víctor Ullate i Eduardo Lao. Ballet de la Comunidad de Madrid. Teatro Cuyás. Las Palmas de Gran Canaria, 2010
- Beethoven, Direcció i coreografias de Víctor Ullate i Eduardo Lao. Ballet de la Comunitat de Madrid. Teatre Albéniz. Madrid, 2008
- El amor brujo, de Manuel de Falla. Coreografia de Ramon Oller i Martínez. Ballet de la Generalitat Valenciana. Teatre Principal. Valencia, 2008
- Mozartnu 1986-2008. Idea i Direcció de Iago Pericot. Coreografia de Jordi Cortés. Mercat de les Flors. Barcelona, 2008
- 2 you maestro, coreografia i Direcció de Víctor Ullate. Ballet de la Comunidad de Madrid. Teatro Real. Madrid, 2008
- Samsara, Coreografia i Direcció de Víctor Ullate. Ballet de la Comunidad de Madrid. Teatro de Madrid, 2006.
- Paella mixta, coreografia i Direcció de Sol Picó. Teatre Nacional de Catalunya i Forum de las Culturas 2004
- Bienvenido Mister Marshall, musical basado en la película de Berlanga-Barden. Direcció de José Antonio Escrivá. Teatro Principal Valencia, 2007
- Grease, de Jim Jacobs i Warren Casey. Direcció musical de Manu Guix. Coreografia de Coco Comín. Direcció de Ricard Reguant. Teatre Victoria. Barcelona, 2006. Nuevo Teatro Alcalá. Madrid, 2008
- Chicago, de B. Fosse, J. Kander i F.Ebb. Direcció de Coco Comín i Marc Monserrat. Teatre Principal. Barcelona, 1998.